# Eccymatoge brujata
Eccymatoge brujata är en fjärilsart som beskrevs av Guenée sensu Meyrick 1891. Eccymatoge brujata ingår i släktet Eccymatoge och familjen mätare. Inga underarter finns listade i Catalogue of Life.